# هانس فاغنر (نحات)
هانس فاغنر (بالألمانية: Hans Wagner)‏ (و. 1905 – 1982 م) هو نحات، ورسام ألماني، ولد في آلتزي، توفي في باد زودن آن در تاونوس، عن عمر يناهز 77 عاماً.